# 伊勢貞成
伊勢 貞成（いせ さだなり）は、安土桃山時代から江戸時代初期にかけての武将。島津氏の家臣。

## 生涯
文禄元年（1592年）に真幸院飯野（宮崎県えびの市）の地頭である父・貞真と共に朝鮮の役に参加。しかし翌年に貞真が朝鮮にて病没した為、貞成がその後を継いで島津義弘の家老及び飯野地頭となった。
慶長5年（1600年）、関ヶ原の戦いの際は昼夜を走り通して義弘の元に参じ、その退却戦の際は貞成が軍奉行となり、自ら先陣となって東軍へと突撃する。その後、長束正家の陣へ撤退の挨拶をする使者となった。その際に正家から帰国の為の道案内役を一騎遣わされている。
慶長8年（1603年）、島津家と肥前唐津城主である寺沢広高との間に縁談が決まる。しかし寺沢家はキリシタンの家であるとの風聞があり、これを破談にすべきとの話が持ち上がる。貞成は「私に申しつけて下されば、これを首尾よく破談と致しましょう」と名乗り出て、慶長12年（1607年）蒲生衆5人（この頃、貞成が吉田蒲生地頭である為）と家来40人程と共に唐津城へと赴いた。ところがそれを済ませ帰国の途上にある11月8日、寺沢家の家老・高畠新蔵（仲兵衛とも）から志岐城で饗応を受けていた際に喧嘩となり斬り合いにまで発展、貞成は深手を負い死没した。享年39。新蔵は後に責任をとって自害した。